# Hope and Glory
Hope and Glory is een Britse film van John Boorman die werd uitgebracht in 1987. 
Het scenario van John Boorman is gebaseerd op zijn eigen herinneringen en ervaringen als kleine jongen tijdens de 'Blitz', de periode aan het begin van de Tweede Wereldoorlog (september 1940-mei 1941) toen Nazi-Duitsland het Verenigd Koninkrijk stelselmatig bombardeerde.

## Verhaal
Het verhaal neemt een aanvang vlak voor de Tweede Wereldoorlog. Billy is een zevenjarige jongen die met zijn ouders, zijn twee zussen en zijn tantes in een Londense voorstad woont. Wanneer de oorlog uitbreekt wordt vader Clive opgeroepen om het vaderland te dienen. Billy blijft achter met de rest van de familie. 
De Duitse luchtmacht begint de Engelse steden te bombarderen. Billy vindt de nachtelijke sirenes en de explosies heel avontuurlijk: de ontploffingen lijken wel vuurwerk, de ruïnes vormen voor hem één groot speelterrein en de school gaat regelmatig dicht als er luchtalarm is. Zijn familieleden zien het leven tijdens de luchtaanvallen echter helemaal anders.
Dawn, zijn oudste zus, is verliefd geworden op een Canadese soldaat en is spoedig zwanger van hem. Even later wordt de school gebombardeerd en staat ook het huis van Billy in lichterlaaie. De familie verhuist naar het platteland om in het huis van grootvader te gaan wonen. Daar lijkt de oorlog ver weg.

## Rolverdeling
| Acteur                 | Personage                |
| ---------------------- | ------------------------ |
| Sebastian Rice-Edwards | Billy Rohan              |
| Sarah Miles            | Grace Rohan, zijn moeder |
| David Hayman           | Clive Rohan, zijn vader  |
| Geraldine Muir         | Sue Rohan, zijn zuster   |
| Sammi Davis            | Dawn Rohan, zijn zuster  |
| Susan Wooldridge       | Molly                    |
| Derrick O'Connor       | Mac                      |
| Ian Bannen             | George, zijn grootvader  |
| Anne Leon              | zijn grootmoeder         |
| Jean-Marc Barr         | korporaal Bruce Carrey   |